# Ostheim
Ostheim é uma comuna francesa na região administrativa de Grande Leste, no departamento Alto Reno. Estende-se por uma área de 8,14 km². Em 2010 a comuna tinha 1 662 habitantes (densidade: 204,2 hab./km²).